# Sibylle (Q175)
«Сібил» (Q175) (фр. Sibylle (Q175) — військовий корабель, підводний човен типу «Діан» військово-морських сил Франції часів Другої світової війни.
Підводний човен «Сібил» був закладений 10 січня 1931 року на верфі компанії Ateliers et Chantiers de la Seine-Maritime у Ле-Тре. 28 січня 1933 року він був спущений на воду, а 22 грудня 1934 року увійшов до складу ВМС Франції.

## Історія служби
Підводний човен проходив службу в лавах французького флоту.
18 червня внаслідок наближення військ вермахту до порту Брест «Сібил» разом із підводними човнами «Касаб'янка», «Сфакс», «Персей», «Понселе», «Аякс», «Сірсе», «Тетіс», «Каліпсо», «Амфітріт», «Амазон», «Антіоп», «Орфі» та «Медузе» евакуювався до Касабланки.
Після поразки Франції у Західній кампанії весною-літом 1940 року корабель продовжив службу у складі військово-морських сил уряду Віші. 
На початок союзного вторгнення до Північної Африки у листопаді 1940 року човен разом із підводними човнами «Сіді Феррух», «Медузе», «Антіоп», «Амфітріт», «Амазон», «Орфі» та «Сфакс» дислокувався в Касабланці. Опівночі 8 листопада 1942 року кораблі Центральної десантної групи союзників встали на якір на відстані 8 миль від Федали. О 6:00 ранку десантно-висадочні засоби з американським десантом на борту вирушили в напрямку берега для висадки на узбережжя Французької Північної Африки, зайняте французькими військами уряду Віші.
Близько 7 годин французькі підводні човни «Амазон», «Антіоп», «Медуз», «Орфі» та «Сібил» вийшли на патрулювання прибережних вод для протидії ворожому десанту, а ще за 50 хвилин у повітря піднялися винищувачі для перехоплення бомбардувальників з авіаносців «Рейнджер» і «Суоні». У повітряній бійці з американськими літаками сім французьких перехоплювачів було збито, палубна авіація США втратила від 4 до 5 своїх літаків.
«Сібил» зник під час патрулювання між Касабланкою та Федалою, обставини його загибелі залишаються й досі невідомими. Вцілілі човни «Сіді-Ферух», «Кокера» і «Ле Тоннант» на виході з бухти Касабланки піддалися бомбардуванню американських літаків, зазнавши певних втрат.